# Aghavnatun
Aghavnatun (in armeno Աղավնատուն?, anche chiamato Akhavnatun e Agavnatun; precedentemente Akhavnatukh) è un comune dell'Armenia di 3 186 abitanti (2010) della provincia di Armavir.